# Rose Creek
Rose Creek és una població dels Estats Units a l'estat de Minnesota. Segons el cens del 2000 tenia 354 habitants.

## Demografia
Segons el cens del 2000, Rose Creek tenia 354 habitants, 143 habitatges, i 99 famílies. La densitat de població era de 297,1 habitants per km².
Dels 143 habitatges en un 32,2% hi vivien nens de menys de 18 anys, en un 61,5% hi vivien parelles casades, en un 4,9% dones solteres, i en un 30,1% no eren unitats familiars. En el 28,7% dels habitatges hi vivien persones soles el 19,6% de les quals corresponia a persones de 65 anys o més que vivien soles. El nombre mitjà de persones vivint en cada habitatge era de 2,48 i el nombre mitjà de persones que vivien en cada família era de 3,03.
Per edats la població es repartia de la següent manera: un 26% tenia menys de 18 anys, un 8,5% entre 18 i 24, un 24,9% entre 25 i 44, un 18,1% de 45 a 60 i un 22,6% 65 anys o més.
L'edat mediana era de 39 anys. Per cada 100 dones de 18 o més anys hi havia 88,5 homes.
La renda mediana per habitatge era de 42.841 $ i la renda mediana per família de 50.750 $. Els homes tenien una renda mediana de 32.031 $ mentre que les dones 22.321 $. La renda per capita de la població era de 19.484 $. Entorn del 2,1% de les famílies i el 4,4% de la població estaven per davall del llindar de pobresa.

## Poblacions més properes
El següent diagrama mostra les poblacions més properes.